# Bleeding Through
Bleeding Through é uma banda americana de metalcore de Orange County, Califórnia. Formada em 1999, a banda combinou influências decorrentes do hardcore punk moderno, black metal sinfônico e death metal melódico. Embora a banda tenha sido rotulada simplesmente como metalcore, quando foi perguntado a Brandan Schieppati se ele considerava o Bleeding Through uma banda de hardcore, ele disse: "Eu acho que somos uma banda de hardcore, nós somos todos garotos do hardcore e viemos da cena hardcore. A nossa banda é apenas uma versão diferente do hardcore, estamos tentando fazer algo que adicione uma variedade diferente à cena hardcore, que soa da mesma maneira há tanto tempo."
Em 2004, a revista Revolver saudou o Bleeding Through como uma das oito bandas que inauguraram a matéria de capa "Future of Metal".

## História
No começo tocavam um estilo próximo do death metal, porém, com grandes influências de hardcore. O Bleeding Through se destaca dentre as demais bandas do estilo por possuir alguns diferenciais, dentre eles, o mais evidente, é a presença de uma mulher na banda tocando teclado, algo bem pouco comum no estilo. O primeiro álbum foi lançado em 2001, "Dust To Ashes", bem rápido e pesado - destaque para as músicas "Turns Cold To The Touch" e "Hemlock Society". O segundo álbum foi lançado em 2002, chamado "Portrait of the Goddess", segue a mesma linha do primeiro, porém, nesse já aparecem alguns hits da banda, dentre eles a música "Rise". Em 2003 é lançado o terceiro álbum, "This Is Love, This Is Murderous", o primeiro por uma grande gravadora (Trustkill Records). Nesse álbum já se verifica uma grande diferença em relação aos outros, onde também se encontram os grandes hits da banda, "Love Lost In A Hail Of Gunfire" e "On Wings Of Lead". O álbum lançado no ano de 2006, intitulado "The Truth", foi um pouco mais melódico que o anterior, porém seguindo a mesma linha. A partir do álbum intitulado ''Declaration'' lançado em 2008, a banda passou a inserir elementos do black metal em suas canções.

## Discografia
- Demo - 2000
- Dust To Ashes - Prime Directive Records - 2001
- Portrait Of The Goddess - Indecision Records - 2002
- This Is Love, This Is Murderous - Trustkill Records - 2003
- The Truth - Trustkill Records - 2006
- Declaration - Trustkill Records - 2008
- Bleeding Through - Rise Records - 2010
- The Great Fire - Rise Records - 2012

## Integrantes
- Brandan Schieppati - vocal (ex-Eighteen Visions, ex-Throwdown)
- Brian Leppke - guitarra (ex-No Way Out, ex-Refuge)
- Ryan Wombacher - baixo
- Derek Youngsma - bateria
- Marta Peterson - teclado
- Scott Danough - guitarra
- Dave Nassie - guitarra (ex-Infectious Grooves, ex-Suicidal Tendencies, ex-No Use For A Name)

### Ex-Integrantes
- Jona Weinhofen - guitarra ( Bring me the Horizon e I Killed The Prom Queen )
- Molly Street - Teclado
- Chad Tafolla (Taken) - Guitarra
- Dave Peters (por alguns ensaios) (Throwdown) - Guitarra
- Troy Born - Bateria
- Vijay Kumar - Baixo
- Mark Jackson (ex-Throwdown, Cold War) - Baixo
- Javier Van Huss - Baixo
- Mick Morris (Eighteen Visions)- Baixo